# Suently Alberto
Suently Alberto (Rotterdam, 9 giugno 1996) è un calciatore olandese di origine di Curaçao, difensore dell'RVVH e della nazionale di Curaçao.

## Carriera

### Club
Cresciuto nei settori giovanili di Sparta Rotterdam e PSV, il 12 agosto 2017 viene ceduto a titolo definitivo al NEC Nijmegen.

### Nazionale
Il 10 ottobre 2017 ha esordito con la nazionale di Curaçao, nell'amichevole vinta per 1-2 contro il Qatar.

## Statistiche

### Presenze e reti nei club
Statistiche aggiornate all'8 dicembre 2017.
| Stagione        | Squadra         | Campionato      | Campionato | Campionato | Coppe nazionali | Coppe nazionali | Coppe nazionali | Coppe continentali | Coppe continentali | Coppe continentali | Altre coppe | Altre coppe | Altre coppe | Totale | Totale |
| Stagione        | Squadra         | Comp            | Pres       | Reti       | Comp            | Pres            | Reti            | Comp               | Pres               | Reti               | Comp        | Pres        | Reti        | Pres   | Reti   |
| --------------- | --------------- | --------------- | ---------- | ---------- | --------------- | --------------- | --------------- | ------------------ | ------------------ | ------------------ | ----------- | ----------- | ----------- | ------ | ------ |
| 2013-2014       | Jong PSV        | ED              | 3          | 0          | -               | -               | -               | -                  | -                  | -                  | -           | -           | -           | 3      | 0      |
| 2014-2015       | Jong PSV        | ED              | 18         | 2          | -               | -               | -               | -                  | -                  | -                  | -           | -           | -           | 18     | 2      |
| 2015-2016       | Jong PSV        | ED              | 26         | 1          | -               | -               | -               | -                  | -                  | -                  | -           | -           | -           | 26     | 1      |
| 2016-2017       | Jong PSV        | ED              | 32         | 2          | -               | -               | -               | -                  | -                  | -                  | -           | -           | -           | 32     | 2      |
| Totale Jong PSV | Totale Jong PSV | Totale Jong PSV | 79         | 15         |                 | -               | -               |                    | -                  | -                  |             | -           | -           | 79     | 5      |
| 2014-2015       | PSV Eindhoven   | E               | 1          | 0          | CO              | -               | -               | UEL                | -                  | -                  | -           | -           | -           | 1      | 0      |
| 2015-2016       | PSV Eindhoven   | E               | 0          | 0          | CO              | -               | -               | UCL                | 0                  | 0                  | SO          | 0           | 0           | 0      | 0      |
| Totale PSV      | Totale PSV      | Totale PSV      | 1          | 0          |                 | -               | -               |                    | 0                  | 0                  |             | 0           | 0           | 1      | 0      |
| 2017-2018       | NEC Nijmegen    | ED              | 1          | 0          | CO              | 1               | 0               | -                  | -                  | -                  | -           | -           | -           | 2      | 0      |
| Totale carriera | Totale carriera | Totale carriera | 81         | 5          |                 | 1               | 0               |                    | 0                  | 0                  |             | 0           | 0           | 82     | 5      |

## Palmarès

### Club

#### Competizioni nazionali
- Campionato olandese: 1

PSV: 2014-2015
- Supercoppa dei Paesi Bassi: 1

PSV: 2015